# Neil Lennon
Neil Lennon (Lurgan, 25 de junio de 1971) es un exfutbolista internacional por Irlanda del Norte y entrenador. En su etapa como futbolista, fue capitán del Celtic durante dos años.

## Carrera como jugador
Su primer equipo fue Manchester City, en el que jugó hasta 1990, sus siguientes equipos fueron Crewe y Leicester City, en el 2000 llega al Celtic de Glasgow. Jugó 39 veces por su selección, anotando 2 goles.
Lennon se retiró de su selección nacional en 2002, después de que la Fuerza Lealista del Úlster lo amenazara de muerte por querer jugar un partido con "Irlanda unida".
Lennon rechazo una oferta de Leicester City para ser jugador-entrenador porque dijo que quería conseguir otro título con el Celtic. También Crystal Palace lo quiso, pero el Celtic anunció que había firmado un nuevo contrato por 1 año. En agosto de 2006, Roy Keane, mánager del Sunderland hizo una oferta por él, pero fue rechazada.
Tras siete temporadas en el Celtic, Lennon firmó en verano de 2007 por otro histórico del fútbol británico, el Nottingham Forest. El veterano centrocampista jugó una temporada con opción a otra en el equipo de la League One, para posteriormente retirarse en el Wycombe Wanderers en 2008.

## Carrera como entrenador

### Celtic de Glasgow
En marzo de 2010 pasó a ser entrenador del Celtic de Glasgow, cargo que abandonó en mayo de 2014.

### Bolton Wanderers
En octubre de 2014 es nombrado nuevo técnico del Bolton Wanderers, equipo al que entrena hasta marzo de 2016.

### Hibernian
Lennon fue nombrado entrenador del Hibernian, estando el club en la segunda categoría de la liga escocesa, la Scottish Championship, en junio de 2016. Llevó a los "Hibees" a ganar el título de la Scottish Championship, que además le otorgaba el ascenso a la Scottish Premiership (tras 3 años) en su primera temporada. En septiembre de 2017, Lennon renueva su contrato hasta la temporada 2019-2020. Tras el ascenso, en su primer año en la Premiership, logra junto a su equipo un meritorio 4.º puesto en la clasificación, a tan solo 3 puntos del Rangers FC, lo que unido a la victoria del Celtic en Copa, clasifica al conjunto de Edimburgo para la Liga Europa de la UEFA 2018-19.

### Celtic de Glasgow
En febrero de 2019 sustituye en el cargo a Brendan Rodgers quien firmó por el Leicester City FC. El 24 de febrero de 2021, dimitió de su cargo  debido a que se encontraba a 18 puntos del Rangers FC.

## Clubes y estadísticas

### Como futbolista
| Club              | País              | Año       |
| ----------------- | ----------------- | --------- |
| Glenavon FC       | Irlanda del Norte | 1986-1987 |
| Manchester City   | Inglaterra        | 1987-1990 |
| Crewe Alexandra   | Inglaterra        | 1990-1996 |
| Leicester City    | Inglaterra        | 1996-2000 |
| Celtic FC         | Escocia           | 2000-2007 |
| Nottingham Forest | Inglaterra        | 2007-2008 |
| Wycombe Wanderers | Inglaterra        | 2008      |

### Como entrenador
| Club             | País       | Año       |
| ---------------- | ---------- | --------- |
| Celtic FC        | Escocia    | 2010-2014 |
| Bolton Wanderers | Inglaterra | 2014-2016 |
| Hibernian FC     | Escocia    | 2016-2019 |
| Celtic FC        | Escocia    | 2019-2021 |
| AC Omonia        | Chipre     | 2022      |

### Estadísticas como entrenador
- Actualizado al 21 de febrero de 2021.

| Club             | País       | Año       | PJ  | PG  | PE  | PP  | Efectividad |
| ---------------- | ---------- | --------- | --- | --- | --- | --- | ----------- |
| Celtic FC        | Escocia    | 2010-2014 | 227 | 159 | 29  | 39  | 74.3%       |
| Bolton Wanderers | Inglaterra | 2014-2016 | 79  | 18  | 26  | 35  | 33.75%      |
| Hibernian FC     | Escocia    | 2016-2019 | 123 | 59  | 40  | 24  | 58.81%      |
| Celtic FC        | Escocia    | 2019-2021 | 110 | 77  | 17  | 16  | 75.15%      |
| Total            | Total      | Total     | 539 | 313 | 112 | 114 | 65%         |

## Vida personal
Mientras era un jugador joven en Crewe, Lennon era amigo de Andy Woodward y Steve Walters, quienes fueron víctimas de abusos sexuales por parte del entrenador Barry Bennell. Después de la condena de Bennell en 2018, Lennon habló de su pesar por no haber tenido conocimiento del abuso en ese momento.
Es seguidor del equipo de su ciudad, el Lurgan Celtic F.C.

### Amenazas contra Lennon
En septiembre de 2008, Lennon fue asaltado mientras estaba en el West End of Glasgow. Posteriormente, sus agresores fueron acusados, condenados y encarcelados durante dos años cada uno.
En enero de 2011, el servicio de correo Royal Mail interceptó varios paquetes que contenían balas dirigidas a Lennon, el Celtic y los jugadores de Irlanda del Norte, en concreto Niall McGinn y Paddy McCourt. En marzo de 2011, un nuevo paquete sospechoso dirigido a él fue descubierto en un depósito de correo en Saltcoats.
En marzo de 2011, Lennon y dos aficionados destacados de Celtic, recibieron un paquete bomba. El dispositivo enviado a Lennon fue interceptado por el Royal Mail en un depósito de Kirkintilloch, Escocia. Mientras que los otros dos dispositivos se entregaron, pero se trataron como paquetes sospechosos y no se abrieron. Después de estas amenazas, Lennon fue puesto bajo protección las 24 horas.
En respuesta a las amenazas de muerte, el primer ministro escocés Alex Salmond condenó a los que "utilizan el fútbol como pretexto para sus patéticos y peligrosos prejuicios" y el presidente de la UEFA Michel Platini dijo que lucharía contra la violencia y el sectarismo. El exdirector del Celtic Michael Kelly, calificó estos hechos como "actos terroristas".
El 31 de agosto de 2011, un aficionado del Hearts fue hayado culpable de quebrantamiento de la paz, después de correr hacia el área técnica mientras gritaba y maldecía a Lennon, durante un partido contra el Celtic en Edimburgo el 11 de mayo de 2011. Además se le imputó el cargo de asalto, agravado por prejuicios religiosos y raciales durante el mismo incidente, algo que no fue validado. Los medios de comunicación y muchos observadores desaprobaron el veredicto del jurado, principalmente por la admisión de agresión del acusado, así como por la evidencia gráfica presentada. El aficionado de los Hearts fue condenado a ocho meses de prisión.